# Istor-o-Nal
Az Istor-o-Nal hegy Pakisztánban, a Hindukus hegységben. Legmagasabb pontja 7403 m, a Hindukus hegység harmadik legmagasabb hegycsúcsa a Tiricsmir (7708 m) és a Novsak (7492 m) után.
Első megmászása 1955. június 8-án történt, Joseph E. Murphy, Jr. és Thomas A. Mutch amerikai hegymászók és Ken Bankwala pakisztáni őrnagy által. A csúcstól délre húzódó Tirics-gleccsertől indulva, a nyugati gerincen jutottak fel.
2023-ban Klein Dávid és Kerekes Bence próbálkoztak a hegy első magyar megmászásával, de a helyszínen tapasztalt körülmények miatt, körülbelül 6400 méteren visszafordultak.